# Geert de Vlieger
Geert De Vlieger (født 16. oktober 1971 i Dedermonde, Belgien) er en tidligere belgisk fodboldspiller (målmand).
Han startede karrieren hos de belgiske klubber Beveren og Anderlecht, inden han rejste til Holland, hvor han spillede fire år for Willem II fra Tilburg. Han var tilknyttet engelske Manchester City som reserve i to år, uden at spille en eneste kamp, hvorefter han rejste tilbage til Belgien og spillede for Zulte Waregem og Club Brugge de sidste år af sin karriere.
De Vlieger spillede desuden 43 kampe for det belgiske landshold. Han var reservemålmand for belgierne ved EM i 2000 på hjemmebane. To år senere, ved VM i Sydkorea og Japan, havde han overtaget pladsen som førstemålmand, og spillede alle belgiernes fire kampe i turneringen.